# كرين ويلبر
كرين ويلبر (بالإنجليزية: Crane Wilbur)‏ هو كاتب مسرحي وكاتب سيناريو ومخرج وممثل أمريكي، ولد في 17 نوفمبر 1886 في Athens, New York ‏ في الولايات المتحدة، وتوفي في 18 أكتوبر 1973 في تولشا لايك ‏ في الولايات المتحدة بسبب سكتة.

## أعمال

### أفلام
- (1953) بيت الشمع
- (1959) الوطواط

## وصلات خارجية
- كرين ويلبر على موقع IMDb (الإنجليزية)
- كرين ويلبر على موقع ألو سيني (الفرنسية)
- كرين ويلبر على موقع أول موفي (الإنجليزية)
- كرين ويلبر على موقع قاعدة بيانات برودواي على الإنترنت (الإنجليزية)
- كرين ويلبر على موقع قاعدة بيانات برودواي على الإنترنت (الإنجليزية)
- كرين ويلبر على موقع قاعدة بيانات الأفلام السويدية (السويدية)
- كرين ويلبر على موقع قاعدة بيانات الفيلم (الإنجليزية)
- كرين ويلبر على موقع كينوبويسك (الروسية)